# Franz Halder
Franz Halder (30 de junho de 1884 — 2 de abril de 1972) foi um General alemão e comandante do Alto Comando do Exército Alemão de 1938 até setembro de 1942, quando foi dispensado devido a várias desavenças com Adolf Hitler.
Durante a Segunda Guerra Mundial, ele dirigiu o planejamento e a implementação da Operação Barbarossa, a invasão de 1941 da União Soviética. Halder tornou-se fundamental para a radicalização da guerra na Frente Oriental. Ele fez com que sua equipe redigisse a Ordem do Comissário (emitida em 6 de junho de 1941) e o Decreto de Barbarossa (assinado em 13 de maio de 1941) que permitiu aos soldados alemães executar cidadãos soviéticos por qualquer motivo, sem medo de um processo posterior, levando a vários crimes de guerra e atrocidades durante a campanha. Após a guerra, ele teve um papel decisivo no desenvolvimento do mito da Wehrmacht limpa.
Halder começou seu serviço militar em 1914. Em 1937 ele conheceu e se tornou um defensor leal de Adolf Hitler. Halder participou do planejamento estratégico para a invasão alemã da Polônia em 1939. Os planos autorizavam as SS a realizar tarefas de segurança - em nome do exército - que incluíam a prisão ou execução de poloneses. Em julho de 1940, ele começou a planejar a invasão do Eixo à União Soviética, a Operação Barbarossa, que começou em 22 de junho de 1941. Naquele verão, Halder se envolveu em uma longa e divisiva disputa com Hitler sobre estratégia. Hitler removeu Halder do comando em setembro de 1942. Após a conspiração de 20 de julho de 1944 para assassinar Hitler, Halder foi preso quando foi descoberto que ele havia se envolvido em uma conspiração anterior, que o levou à prisão. Como chefe do Estado-Maior do OKH, ele manteve extensas anotações, publicadas posteriormente como The Halder Diaries.

Após a Segunda Guerra Mundial, Halder serviu como consultor líder da Divisão Histórica do Exército dos EUA. Ele supervisionou a redação de mais de 2 500 documentos históricos por 700 ex-oficiais nazistas, a quem instruiu a remover material prejudicial à imagem das forças armadas alemãs. Halder usou sua influência para fomentar uma falsa história do conflito germano-soviético, no qual o exército alemão travou uma "guerra nobre" e que negou seus crimes de guerra. O Exército dos EUA ignorou a apologia de Halder porque o grupo de Halder estava fornecendo percepções militares sobre a União Soviética que considerava importantes à luz da Guerra Fria. Halder desempenhou um papel fundamental na criação do mito da Wehrmacht limpa. Halder teve sucesso em seu objetivo de escusar o exército alemão: primeiro, diante dos militares dos Estados Unidos; depois, entre os círculos cada vez maiores de políticos e, por fim, na cultura popular americana. Em 1961, ele recebeu o prêmio Meritorious Civilian Service Award, tornando-se o único alemão a ser condecorado tanto por Hitler quanto por um presidente americano.